# Hurricane
Hurricane je pjesma američkog rock benda 30 Seconds to Mars koja se nalazi na njihovom trećem studijskom albumu This is War. Pjesmu je napisao pjevač i tekstopisac Jared Leto a objavljena je u siječnju 2011. kao četvrti singl s albuma. Producirali su ju Jared Leto, Flood i Steve Lilywhite.

## Pozadina
O nastanku pjesme Jared Leto je ispričao u jednom interviewu: "Hurricane sam napisao u Berlinu u zimi 2007. Bila je zima te je bilo mračno u 3:30 popodne. To može biti nevjerojatno smirujuće ili nevjerojatno depresivno. Srećom, za mene je bilo pomalo od obojeg te inspirirajuće."

## Hurricane 2.0
Tijekom svibnja 2009. Kanye West je objavio zajedničku fotografiju s Brandonom Flowersom i Jaredom Letom te je najavio da će s Jaredom zajedno raditi na pjesmi pod nazivom "Hurricane". Ta suradnja je uključivala samo raniju verziju pjesme te ona nije objavljena na albumu This is War. Naime, Westov vokalni doprinos je u konačnici uklonjen zbog pravnih pitanja oko prava svake od diskografskih kuća oba glazbenika. Pjesma je pod nazivom "Hurricane 2.0" objavljena samo u ranijoj verziji albuma koji je izdan u Deluxe formi.

## Kontroverzni video spot
Video spot za pjesmu "Hurricane" je zabranio MTV te nekoliko televizijskih kanala diljem svijeta. Video koji traje 13 minuta i 10 sekundi režirao je Jared Leto pod pseudonimom Bartholomew Cubbins. Premijerno je prikazan na MTV-u 29. studenoga 2010. U video verziji spota koristi se inačica pjesme bez Kanye Westa.
Video spot je cenzuriran zbog eksplicitnih scena seksa te elemenata golotinje i nasilja. MTV zato video spot prikazuje s izrezanim spornim scenama. Zbog toga je 28. studenoga 2010. Jared Leto na svom blogu objavio pismo od MTV-a o cenzuri spota. Također, Leto je to komentirao riječima: "Nisam očekivao da će se to dogoditi, ali je dobra stvar da se to dogodilo zbog kontroverze koja je izazvala provokaciju o tim stvarima te pogleda na umjetnost i kreativno izražavanje."